# Pablo Perroni
Pablo Perroni (ur. 24 grudnia 1974 roku w Meksyku) – meksykański aktor teatralny, telewizyjny i filmowy. Jest kuzynem aktorki i piosenkarki Maite Perroni.
15 listopada 2005 r. ożenił się z aktorką Marianą Garza. Mają córkę Marię.

## Filmografia
- 2002–2003: Kobieta, występ w realnym życiu (Mujer, casos de la vida real)
- 2005–2007: Vecinos jako Inspektor / Carlos / Gej
- 2007: XHDRbZ jako Karim Abdul / drugi pilot
- 2009: Są...radość z domu (Ellas son... la alegría del hogar) jako komandant Jorge Negrete
- 2009: Bracia i detektywi (Hermanos y detectives) jako Maximiliano Marconni
- 2011: Róża z Guadalupe (La rosa de Guadalupe) jako Enrique
- 2012: Jak to się mówi (Como dice el dicho) jako Gonzalo
- 2012: Ukryta miłość (Un refugio para el amor)
- 2013: Nowe życie (Nueva vida)
- 2013: La mujer del Vendaval (Dama z Vendaval) jako Pedro
- 2013: Jak to się mówi (Como dice el dicho) jako Joel
- 2014–2015: Yo no creo en los hombres (Nie wierzę w mężczyzn) jako Gerry